# Oicatá
Oicatá – miasto w Kolumbii, w departamencie Boyacá.